# Roger Petitdidier
Roger Petitdidier, född 17 maj 1904 i Enghien-les-Bains i Seine-et-Oise, död 15 mars 1969 i Paris, var en fransk bobåkare. Han deltog vid olympiska vinterspelen 1928 i Sankt Moritz och placerade sig på fjortonde plats. Han var bror till bobåkaren Jacques Petitdidier.